# Bugul de Sud
Bugul de Sud (în antichitate era numit de greci Hypanis, în ucraineană Південний Буг, transliterat: Pivdernnîi Buh) este un râu în sud-vestul Ucrainei care străbate regiunile Hmelnițki, Vinița, Kirovohrad (și porțiunea limitrofă a regiunii Odesa) și Mîkolaiv. Este al doilea râu, după Nipru, în Ucraina după lungime și suprafața bazinului. Are o lungime de 806 km, suprafața bazinului hidrografic al râului este de 63.700 km². Izvorăște în Podișul Podoliei, la nord de orașul Hmelnțki, la o înălțime de 321 m deasupra nivelului mării și se îndreaptă spre sud-est, străbătând Dealurile Podoliei și Volîniei, apoi Câmpia Pontică și se varsă, în dreptul orașului Mîkolaiv, în limanul Bugului (comun cu al Niprului) al Mării Negre. Pe Bugul de Sud sunt situate orașele: Hmelnițki, Hmilnîk, Vinița, Haivoron, Pervomaisk, Voznesensk, la gura râului - Mîkolaiv.
În cursul superior râul curge printr-o vale mlăștinoasă cu maluri joase, puțin înclinate, pe alocuri împădurite; aici valea râului are o lățime de până la 1,5 km și o adâncime de 3-15 m, iar albia râului are o lățime de 10-15 m, adâncime de 0,2-2,5 m, viteza de scurgere este mică. În cursul mijlociu valea râului se îngustează brusc până la 200-300 m, formând un canion cu maluri de granit, cu o înălțimea de 20-30 m, uneori până la 50 m; albia râului este foarte șerpuitoare, are o lățime de 60-80 m și o adâncime de regulă de 2,5 m; în albia râului apar denivelări sub forma unor praguri (în special între orașul Pervomaisk și satul Oleksandrivka - pragurile Migheia, Bogdanovski etc.). În cursul inferior, Bugul de Sud traversează Câmpia Pontică: aici valea sa se lărgește, iar malurile se micșorează. Lunca inundabilă este brăzdată de gârle, brațe, inclusiv de brațe moarte. Densitatea rețelei hidrografice este, în medie, de 0,35 kg/m3. Afluenții principali sunt: Bujok, Ikva, Sob, Udici, Siniuha, Mertvovod, Ingul (pe stânga), Volk (Vovk), Savranka, Zgar, Rov (Riv), Dohna, Kodâma (Kodima), Gniloi Elaneț (pe dreapta). 
Alimentarea Bugului de Sud este mixtă: predominant din topirea zăpezilor (in cursul superior - circa 50% din debitul anual, lângă gura râului până la 80%) și apoi din ploi, provocând viituri de la sfârșitul lui februarie până la începutul lui mai, iar apele mici persistă din iunie și până în februarie. Sunt obișnuite viituri puternice de primăvară și umflarea apelor după ploi pe tot parcursul anului. Debitul mediu de apă la 132 km de la gură râului este de 82 m³/sec, maximum - 5.320 m³/sec, minimum - 2,6 m³/sec. Debitul mediu de apă la gură râului este de 108 m³/s, debitul scurgerii de suprafață este de 3,39 km³. 
Îngheață în decembrie și se dezgheață în prima - a doua decadă a lunii martie. Stratul de gheață este instabil, în cursul inferior este absent în unii ani. Mineralizarea obișnuită a apei este de 300-500 mg/l, în cursul inferior - până la 1.000-1.500 mg/l. 
Bugul de Sud are o mare importanță național-economică în Ucraina. Apele sunt folosite pentru irigație și alimentarea cu apă a localităților. Pe el au fost construite 13 centrale hidroelectrice mici și mai multe lacuri de acumulare. Râul este navigabil în cursul mijlociu și inferior, navigația fluvială este regulată de la Voznesensk până la Mîkolaiv. Se practică piscicultura, în cursul inferior - pescuitul comercial, se pescuiește șalău, știucă, guvizi, tarancă și alte specii de apă dulce. Pe malurile râului au fost construite baze de agrement. La gura sa se afla colonia elenică Olbia.
În cursul invaziei Rusiei în Ucraina, trupele ruse au ajuns până la orașul Voznesensk pe Bugul de Sud, după care au fost respinse. 
- vezi și: Bugul de Vest